# NGC 1446
NGC 1446 је појединачна звезда у сазвежђу Еридан која се налази на NGC листи објеката дубоког неба.
Деклинација објекта је - 4° 6' 42" а ректасцензија 3h 45m 57,5s. Привидна величина (магнитуда) објекта NGC 1446 износи 14,0 а фотографска магнитуда 14,2.